# Dicranota babai
Dicranota (Rhaphidolabis) babai là một loài ruồi trong họ Pediciidae. Chúng phân bố ở vùng sinh thái Palearctic.